# Nasko Siràkov
Nasko Petkov Siràkov (búlgar: Наско Сираков) (Stara Zagora, 26 d'abril de 1962) és un exfutbolista búlgar, que ocupava la posició de davanter.

## Trajectòria
Sorgeix del planter del Levski Sofia. Després de passar per l'Spartak Varna i l'FC Haskovo, s'incorpora a l'equip capitalí el 1983. Romandria durant cinc temporades, en les quals guanya tres lligues, dues copes, a més a més de ser el màxim golejador del campionat.
Entre 1988 i 1991 disputa la competició espanyola a les files del Reial Saragossa i el RCD Espanyol. De nou al Levski, continua sumant títols tant individuals com per al seu equip. Torna a eixir del seu país per recalar al RC Lens francés.
Finalitza la seua carrera el 1998, després de militar al Botev Plovdiv i a l'Slavia Sofia, amb qui aconsegueix el doblet en el seu darrer any en actiu. En total, va sumar 196 gols en 294 partits a l'A PFG búlgara, dels quals 165 gols i 205 partits corresponen al Levski Sofia, sent un dels rècords de l'entitat.

## Selecció
Siràkov va ser un habitual de la selecció búlgara durant les dècades dels 80 i els 90. Va marcar 23 gols en els 82 partits que va disputar amb el combinat del seu país. Va participar en el Mundial de 1986 i en el de 1994, en el qual Bulgària va ser la quarta. També va ser present a l'Eurocopa de 1996.

## Com a assistent
Després de retirar-se, entre 1996 i 1998, va ser assistent de la selecció búlgara. Entre 1997 i 2008 va ser el director esportiu del Levski Sofia.

## Palmarès
- Lliga de Bulgària: 1984, 1985, 1988, 1992, 1994, 1996
- Copa de Bulgària: 1984, 1986, 1992, 1994, 1996
- Màxim golejador de la Lliga búlgara: 1987, 1988, 1992, 1994